# 約爾斯特
約爾斯特（挪威語：Jølster）是挪威已撤銷的市镇，存在於1838年至2020年間。其行政中心为希村，在2020年撤销之前市镇面积为671平方公里，人口数量为3,047人，人口密度为每平方公里4.9人。